# Slovnaft
Slovnaft és una empresa de petroquímica a Eslovàquia. L'empresa, està localitzada a Bratislava, és una filial de Grup MOL.

## Història

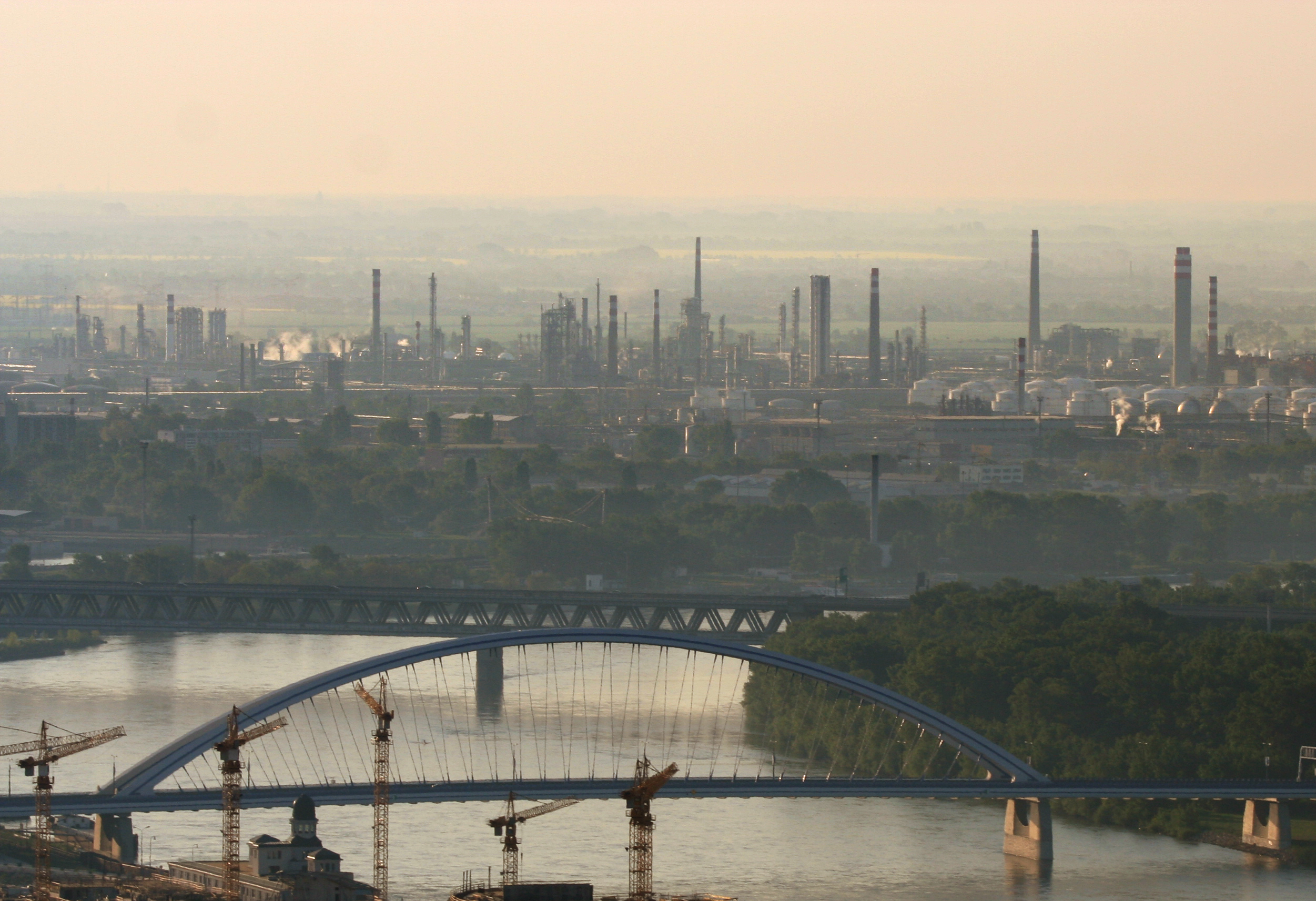
Slovnaft amb ponts

Slovnaft és la successora de l'empresa «Apollo», que va ser establerta l'any 1895 a Bratislava i la refineria de la qual va ser bombardejada pels Aliats al  juny de 1944, es trobava situada a prop de l'actual «Pont Apollo». La nova refineria Slovnaft va començar a construir-se el 1949.
L'1 de maig de 1992, Slovnaft es va reorganitzat com una societat anònima, com a successora d'una empresa estatal formada pel govern de la República de Txecoslovàquia l'1 de gener de 1949.
Al 1995, va comprar al seu competidor intern, Benzinol.
Des de l'any 2000, Slovnaft s'ha afiliat amb el Grup MOL.